# Списание за книги-игри
Вижте пояснителната страница за други значения на Списание за книги-игри.
„Списание за книги-игри” е българско списание, основано през 2012 г. като „списание за интерактивна литература“. „Духовен” наследник на списание Мегаигра.
От него са излезли 18 книжки като първоначалния обем е едва 32 страници, а впоследствие достига до 215 и удвоява формата си - от А5 (148х210 мм) на А4(210х297 мм). Уголемяването на формата става с брой 5, когато в списанието започват да се вкарват допълнителни материали и игри. С издаванета на брой 17 списанието отново промена формата си до 280х210 мм, като това е и първия изцяло цветен негов брой.
Създадено е по идея на Спасимир Игнатов, редактор и страньор. Списанието публикува книги-игри, статии за жанра, интервюта и загадки.
Брой 17 на списанието е първия който получава име - Агамор Обемът му се увеличава значително до 200-250 страници, става изцяло цветно, периодичноста спада до 1 брой на година, а тиражите нарастват до над 500 бройки.

## Издаване
Списание за книги-игри е планувано, като годишно издание, но след брой 5 започва да излиза два пъти годишно - за пролетния и зимния панаир на книгата. Броевете до 7-и се спонсорира от общонстта на книгите-игри към сайта knigi-igri.bg, след което то започва да се самоиздържа с финансиране от вече продадени броеве.
Като официален издател на списанието до брой 16 се посочва „общността на книгите-игри”. След това озданието официално е поето от „Сдружение КНИГИ-ИГРИ”, като получава и ISSN номер.

## Екип
Първоначално:
- Спасимир Игнатов, редактор и оформление
- Кирил Иванов, художник

След брой 5:
- Спасимир Игнатов - Вилорп, оформление
- Танер Алиосманов - SatanicSlayer, редактор
- Гален Монев - Monevwww, редактор
- Божидар Жеков, художник

След брой 9:
- Тодор - the_arsonist, оформление
- Ивайло Динков - Harlequin, редактор
- Танер Алиосманов - SatanicSlayer, редактор
- Гален Монев - Monevwww, редактор
- Георги Георгиев - Goro, художник

След брой 13:
- Тодор - the_arsonist, оформление
- Ивайло Динков - Harlequin, редактор
- Танер Алиосманов - SatanicSlayer, редактор
- Гален Монев - Monevwww, редактор
- Деян Вачков - Efix, сътрудник
- Спасимир Игнатов - Вилорп, сътрудник
- Георги Димитров - Der, сътрудник
- Кирил Иванов - kiril_ps, сътрудник

След брой 16:
- Тодор - the_arsonist, оформление
- Ивайло Динков - Harlequin, редактор
- Танер Алиосманов - SatanicSlayer, редактор
- Гален Монев - Monevwww, редактор
- Радослав Апостолов - Meriadoc, художник
- Деян Вачков - Efix, сътрудник
- Валентин Янков - kartacha, сътрудник
- Спасимир Игнатов - Вилорп, сътрудник
- Борислав Трайков - turbobobi, сътрудник
- Георги Димитров - Der, сътрудник
- Кирил Иванов - kiril_ps, сътрудник

## Целева аудитория
Списанието е насочено основно към феновете на жанра книга-игра. Целта му е да предоставя поле за изява на български автори, а също така да запознава феновете със събитията свързани с женра не само в България а и по света.